# 水無昭善
水無 昭善（みずなし しょうぜん）は、スカイコーポレーション所属のタレント、僧侶、生年月日、本名など未公表。

## 来歴
幼い頃から寺に出入りし、15歳の時に仏門に入る。和歌山県・高野山で修行を重ね、2007年から自身が設立した祥炎山不動院の住職を務めている。

## メディア出演
2009年10月19日放送回のフジテレビのバラエティ番組『森田一義アワー 笑っていいとも!』の「ホントに来てくれるかな?○○すぎるっ!ホニャララさん」というコーナーで、「おネエすぎるお坊さん」と募集がなされた。翌週の10月26日にその結果が発表されたが、集まったのは彼だけだった。彼の話によると、知人の僧侶に騙されて、出演させられた。この出演が話題になり、番組内では「水無昭善さんに聞いてみよー!」という彼が出演者の質問に答えたり、悩み相談をする緊急コーナーが作られた。また、同年11月2日には、ミスインターナショナルクィーンのイベント出演の為、番組を欠席したはるな愛の代役として出演した。

## 人物
- オネエ言葉に歯に衣着せぬ発言が特徴である[2]。自らの性的指向については、『夕刊フジ』とのインタビューで、「気づいたら、こうなっていた。これも縁よ。どっちが好き、とかはないの。私は男も女も同じように愛するの。だって、悩みを抱える衆生に男女の別はないでしょ」と語っている[2]。
- 2012年に一部の週刊誌報道のトラブルなどに掲載され、2013年8月9日付でブログの更新が途絶えた。事務所によると高野山の師匠と水無の師弟関係が破綻に至った。しかし誤解を解いてもらい、師匠より高野山真言宗金剛峯寺にて復権した[6][7]。
- 2018年11月9日にTBSテレビ「爆報! THE フライデー」でVTR出演。そして家田荘子と初対面した[8]。

## 主な出演
行列のできる法律相談所

## 著書
- つらい時は「やってらんな〜い」て叫べばいいのよ（宝島社、2010年8月9日） ISBN 978-4-7966-7771-4
- 仏母のこころ（小学館、2011年8月31日） ISBN 978-4-0938-8205-7